# Poltys columnaris
Poltys columnaris là một loài nhện trong họ Araneidae.
Loài này thuộc chi Poltys. Poltys columnaris được Tord Tamerlan Teodor Thorell miêu tả năm 1890.

## Hình ảnh

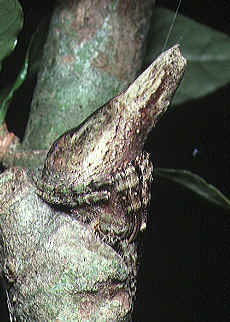
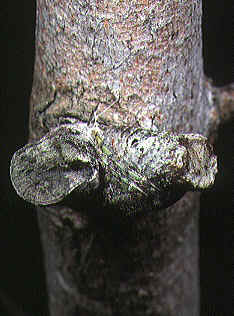
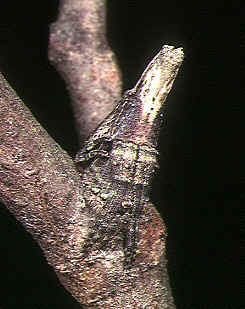
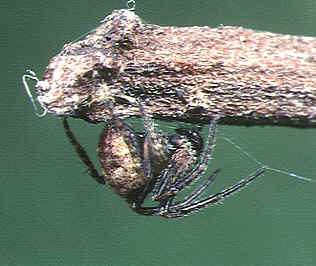